# دختران (مجموعه تلویزیونی آمریکایی)
دختران (به انگلیسی: Girls) سریال آمریکایی که برای اولین بار ۱۵ آوریل ۲۰۱۲ از شبکه اچ‌بی‌او پخش شد.